# Aorangi (1924)
Vous lisez un « bon article » labellisé en 2021.
Pour les autres navires du même nom, voir Aorangi.
L'Aorangi est un paquebot transpacifique et un navire frigorifique. Il ne doit pas être confondu avec le SS Aorangi (1883), bateau construit en 1883, détenu par l'Union Company à partir de 1913 et qui coula en 1920.
Lancé en 1924, en Écosse, l'Aorangi appartient d'abord à l'Union Steam Ship Company de Nouvelle-Zélande (connue sous le nom de « Union Company »), puis à la Canadian-Australasian Line, qui appartenait conjointement à l'Union Company et à la Canadian Pacific. Comme de nombreux navires de l'Union Company, il est initialement immatriculé à Londres au Royaume-Uni. Après la guerre, il est réimmatriculé en Nouvelle-Zélande à Wellington.
Lorsqu'il est lancé, l'Aorangi est le navire à moteur à combustion interne le plus grand et le plus rapide du monde. Il est également le navire le plus grand et le plus rapide de la flotte de l'Union Company. D'un grand luxe, il navigue pendant près de 30 ans. Son itinéraire régulier est Sydney-Vancouver via Auckland, Suva et Honolulu.
Durant la Seconde Guerre mondiale, il est réquisitionné et utilisé comme navire de troupes et tender dans le Pacifique et durant la bataille de Normandie avant d'être rendu en 1946 à son propriétaire et de reprendre le service en 1948 après modernisation. En raison de la diminution du transport de marchandises et de la non-rentabilité de la ligne, il est retiré du service en 1953 et envoyé la même année en Écosse pour son démantèlement.

## Contexte
Dès la première décennie du XXe siècle, l'Union Company exploite la route Sydney-Vancouver, ouverte par des navires postaux. En 1913, l'Union Company introduit un nouveau paquebot sur la route, le Niagara. Il est plus rapide et bien plus grand que n'importe quel autre navire de la flotte de l'entreprise, et connaît un succès instantané,. L'entreprise souhaite maintenir une liaison régulière de quatre semaines avec seulement deux navires. Pour cela, il faut un autre navire aussi grand et rapide que le Niagara.
Fin 1913, l'Union Company commande un sister-ship pour le Niagara au chantier naval Fairfield Shipbuilding and Engineering Company à Govan (Glasgow), en Écosse. Il mesure 9 m de plus que le Niagara et a un plus gros tonnage. Le bateau est équipé d'une turbine à vapeur et il est mis à l'eau le 30 juin 1915 sous la dénomination d'Aotearoa, le nom maori de l'île du Nord,.
L'Amirauté réquisitionne alors l'Aotearoa et le renomme HMS Avenger. Sa transformation en croiseur auxiliaire est achevée le 14 décembre 1915. Un U-boot le torpille et le coule en 1917.
En 1920, l'Union Company relance son plan pour un nouveau paquebot afin de partager la route transpacifique avec le Niagara. En juin, elle annonce que le nouveau navire sera propulsé par des turbines à vapeur à engrenages réducteurs comme le HMS Avenger, et capable d'atteindre 18 nœuds (33 km/h) comme le Niagara. Toutefois, le nouveau navire est considérablement plus grand : 18 000 tjb et plus de 180 m de long.
Cependant, dans les années 1920, les moteurs diesel marins progressent rapidement en taille et en puissance. Cela conduit l'Union Company à modifier ses plans et à commander un navire à moteur à combustion interne.

## Construction
La Fairfield Shipbuilding and Engineering Company construit l'Aorangi à Govan. Le 17 juin 1924, Mme Holdsworth, épouse de Charles Holdsworth, directeur général de l'Union Company, le baptise et le met à l'eau. Le navire est achevé le 16 décembre. Il a une longueur de 176,8 m, son maître-bau est de 22 m et son tonnage est de 17 491 tjb (10 733 tonneaux en jauge nette),. Il est baptisé Aorangi en l'honneur de l’Aoraki ou Mont Cook, point culminant de la Nouvelle-Zélande, ce qui signifie en maori « perce-nuage »,. Une peinture de ce mont est présente dans le bateau, au niveau du grand escalier.
Ses cales peuvent accueillir 6 370 m3 de cargaisons. Il possède également un espace réfrigéré de 2 600 m3,.

### Propulsion

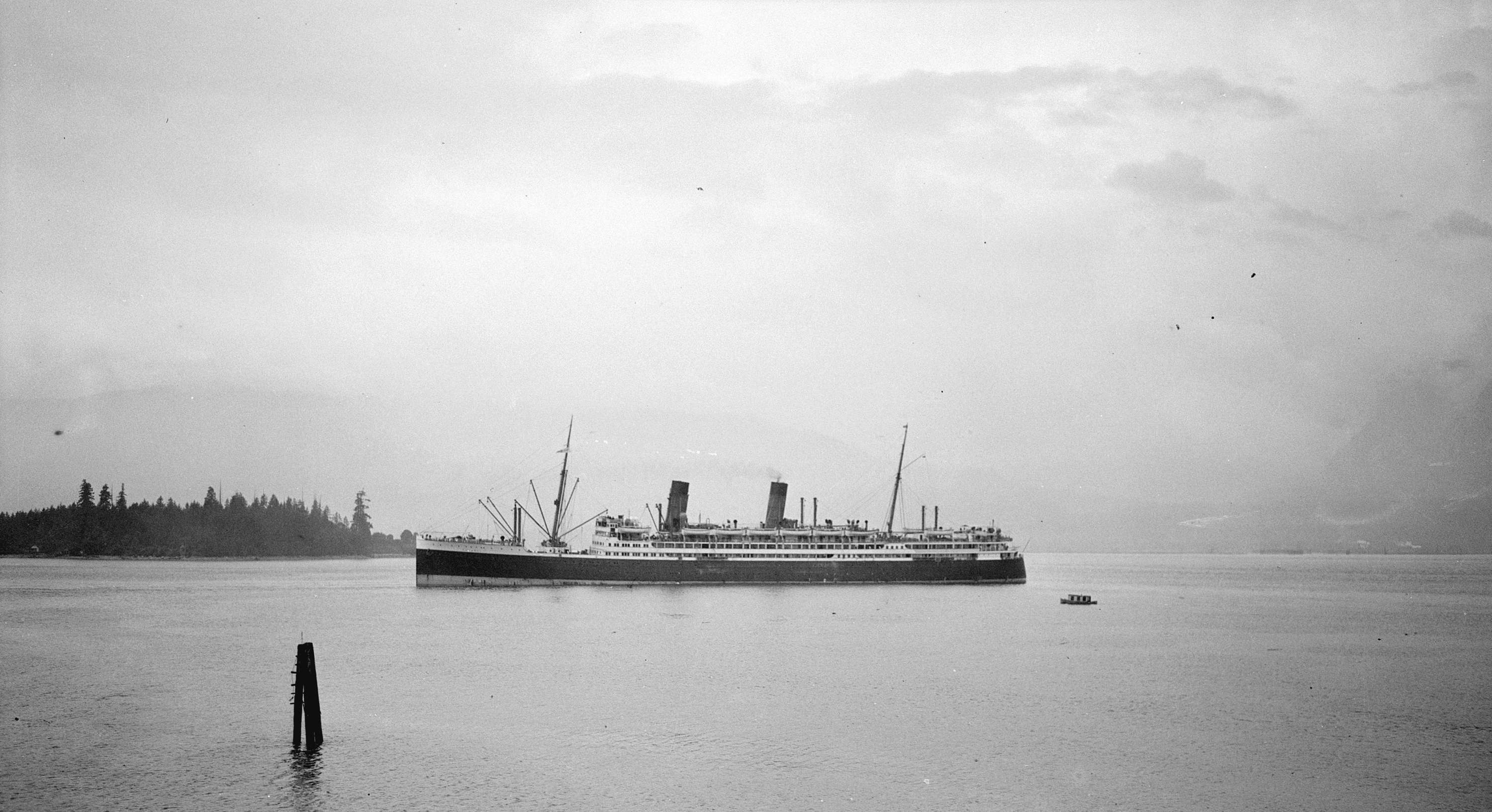
M.V. Aorangi au large de Vancouver.

L'Aorangi est propulsé par quatre hélices, chacune entraînée par un moteur diesel à deux temps de 6 cylindres à simple effet (en) Fairfield-Sulzer ST70, chacun développant 3 250 bhp, pour un total de 13 000 bhp (environ 13 200 ch soit 9 600 kW) à 127 tr/min,. Il s'agit du plus gros modèle de moteur diesel de l'époque. Lors de ses essais en mer, il atteint 18,5 nœuds (34 km/h),. Sa vitesse de croisière est de 17 nœuds (31 km/h). Si les moteurs diesels ne requièrent pas spécialement un échappement massif, l'Aorangi est tout de même équipé de deux cheminées desservant chacune deux moteurs.
Lorsqu'il est lancé, l'Aorangi est le navire à moteur à combustion interne le plus grand et le plus rapide du monde,. Il supplante logiquement le Niagara en tant que navire le plus grand et le plus rapide de la flotte de l'Union Company.

### Hébergement

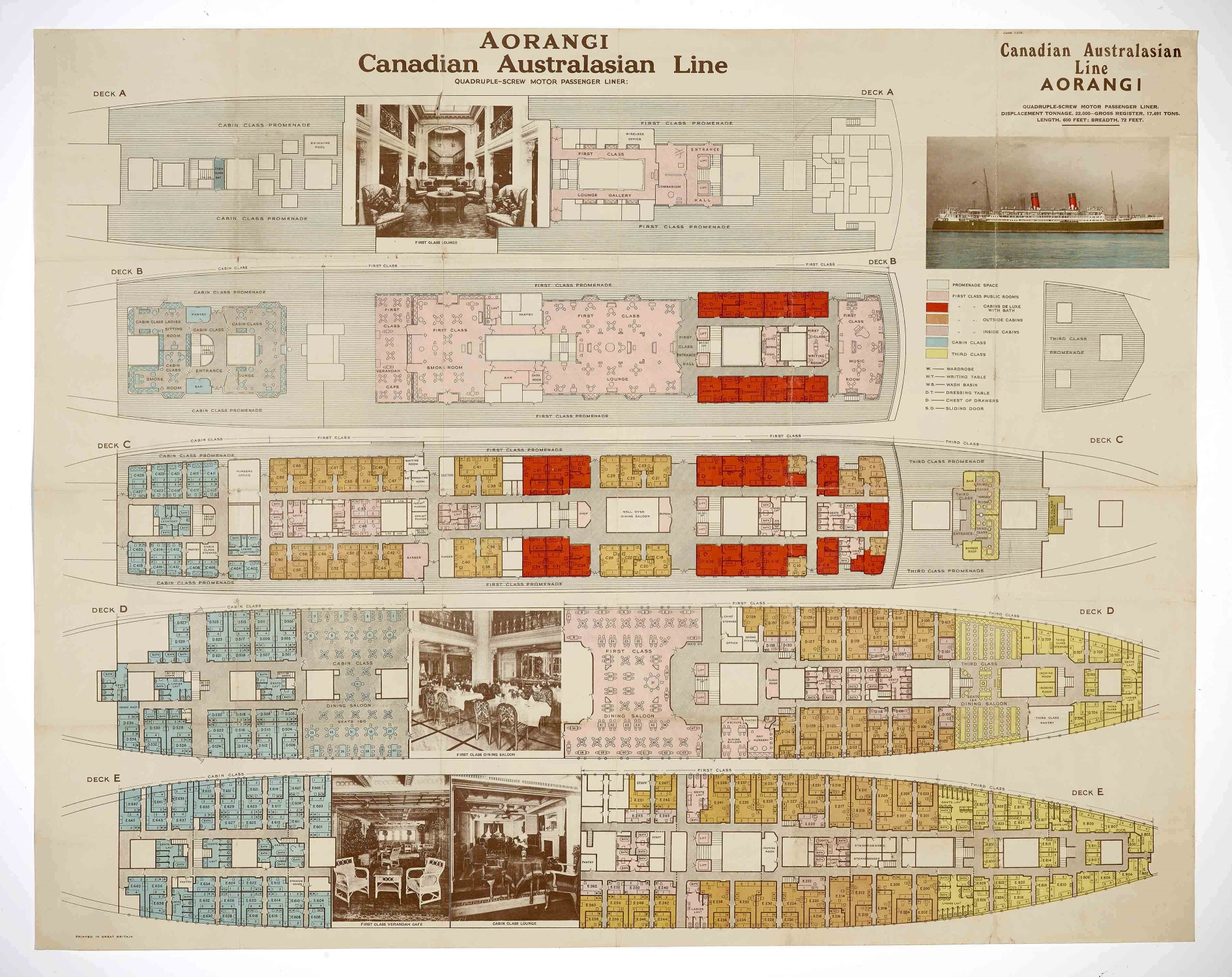
Plan des ponts A à E de lAorangi (1938).

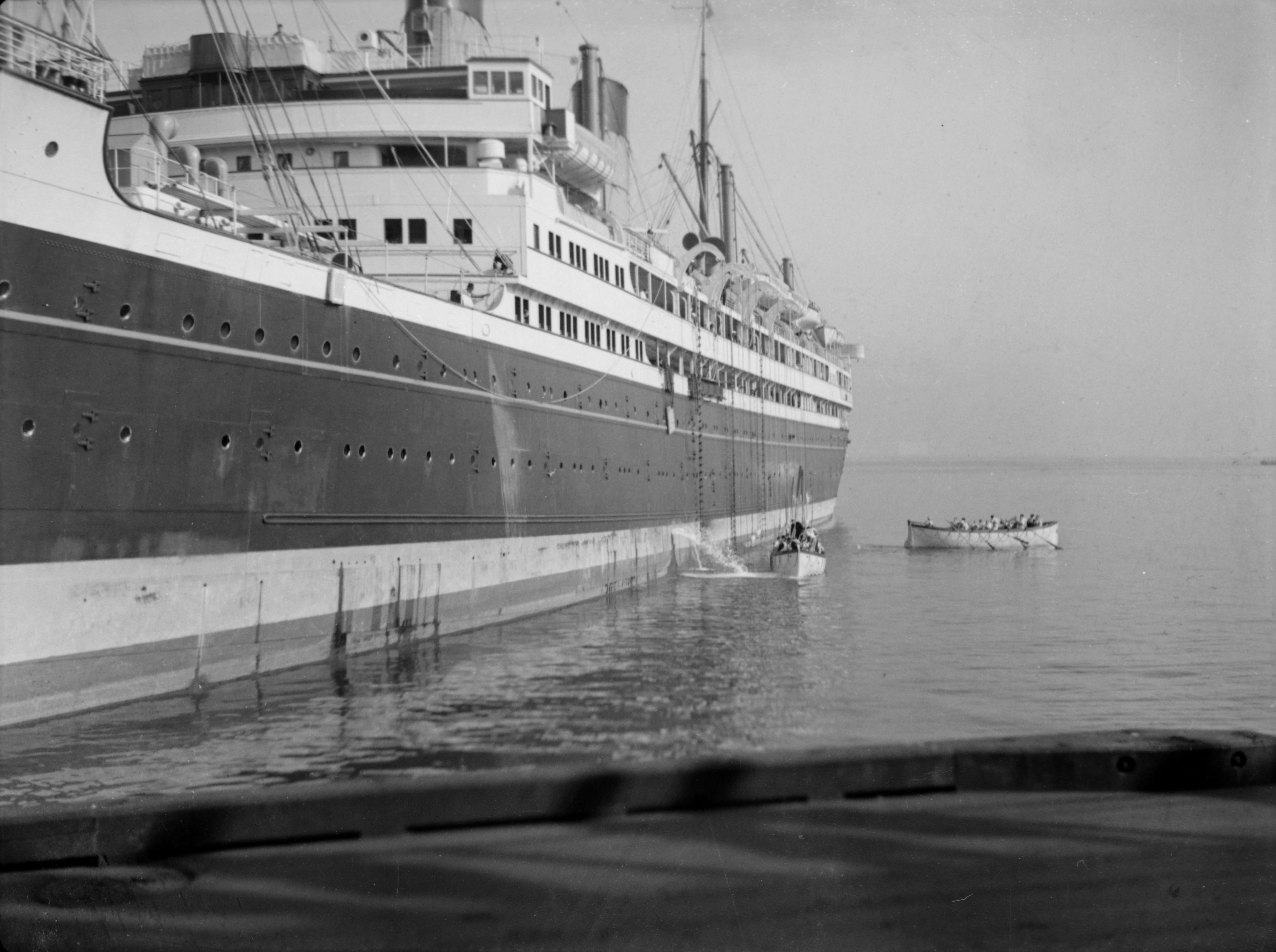
Deux canots de sauvetage devant l'Aorangi en 1933.

L'Aorangi est prévu pour accueillir 440 passagers de première classe, 300 de deuxième classe et 230 passagers de troisième classe,,. Dans les faits, la première classe compte 380 couchettes et 56 d'entre elles peuvent être interchangées avec la deuxième classe. Elles sont situées au milieu du bateau. La deuxième classe possède 284 couchettes. Les cabines sont situées à l'arrière du bateau. Pour la troisième classe, les 227 cabines sont situées à l'avant du bateau. Il n'y aucun dortoir prévu pour les immigrants. Trois-quarts des cabines sont prévues pour deux personnes et 50 cabines de première classe n'ont qu'une couchette. Certaines cabines de troisième classe possèdent quatre couchettes. Le navire est équipé de nombreux sanitaires. Il y a 8 suites de luxe avec salle de bains privative et décorée de marbre. Elles ont chacune leur propre style, à savoir Empire, Adam, Louis XVI, Élisabéthain, Queen Anne, Régence, Sheraton et Jacobéen,. L'ensemble des cabines est aéré par un système de ventilation qui envoie de l'air ozoné.
Le salon de première classe ainsi que la salle à musique sont de style Louis XVI, et décorés de peintures françaises,. Le salon principal est de style géorgien tandis que le fumoir est de style jacobéen. La salle à manger, d'une capacité de 213 couverts, est également de style Louis XVI. Les salles publiques en première classe permettent de projeter des films et sont également équipées de microphones pour capter et retransmettre la musique provenant d'orchestres aux deuxième et troisième classes.
L'électrification de nombreuses commodités est au cœur de l'idée de luxe de l'Aorangi. Ainsi, les deux salons de barbiers, un pour la première et la deuxième classe et le second pour la troisième classe, sont équipés de machines électriques. Une salle d'impression, électrifiée, permet au bateau d'avoir son propre magazine. Deux ascenseurs électriques permettent de voyager entre tous les ponts. Des horloges électriques, corrigées automatiquement chaque jour en fonction de la position du navire, sont disposées à différents endroits du bateau ainsi que dans certaines cabines. Les cuisines ainsi que les buanderies sont également électrifiées. Plus de 2500 ampoules éclairent le navire.
Une des particularités de l'Aorangi est d'offrir de grands espaces promenade pour les passagers au niveau de chaque pont, ce qui représente près de 250 m de promenade pour la première classe. Une piste de danse en plein air est disponible.
Le bateau dispose également d'un hôpital offrant aux voyageurs des soins de qualité. Il est équipé pour traiter les maladies infectieuses, celles-ci pouvant être problématiques comme en témoigne la crise de grippe espagnole sur le Niagara en 1917. L'Aorangi possède plus de canots de sauvetage que le nombre total de passagers et de membres d'équipage. Ces canots de dernière génération permettent un embarquement même en cas de gîte importante. Une vedette est également présente. L'Aorangi est équipé de portes étanches et la division en compartiments permet à celui-ci de rester à flot malgré l'inondation complète de deux compartiments.
Au niveau des équipements de navigation, l'Aorangi est équipé des dernières technologies de l'époque. Un système téléphonique à haut-parleur ainsi qu'un télégraphe sont utilisés pour la navigation. Un système de navigation par signaux sous-marins (en) est utilisé, de même que des gyrocompas. Les différentes parties du bateau sont reliées par téléphone tandis que la TSF permet de recevoir des messages de navigation, de transmettre les messages des passagers et de recevoir les dernières dépêches de presse.

Intérieur de l'<nowiki/>Aorangi.
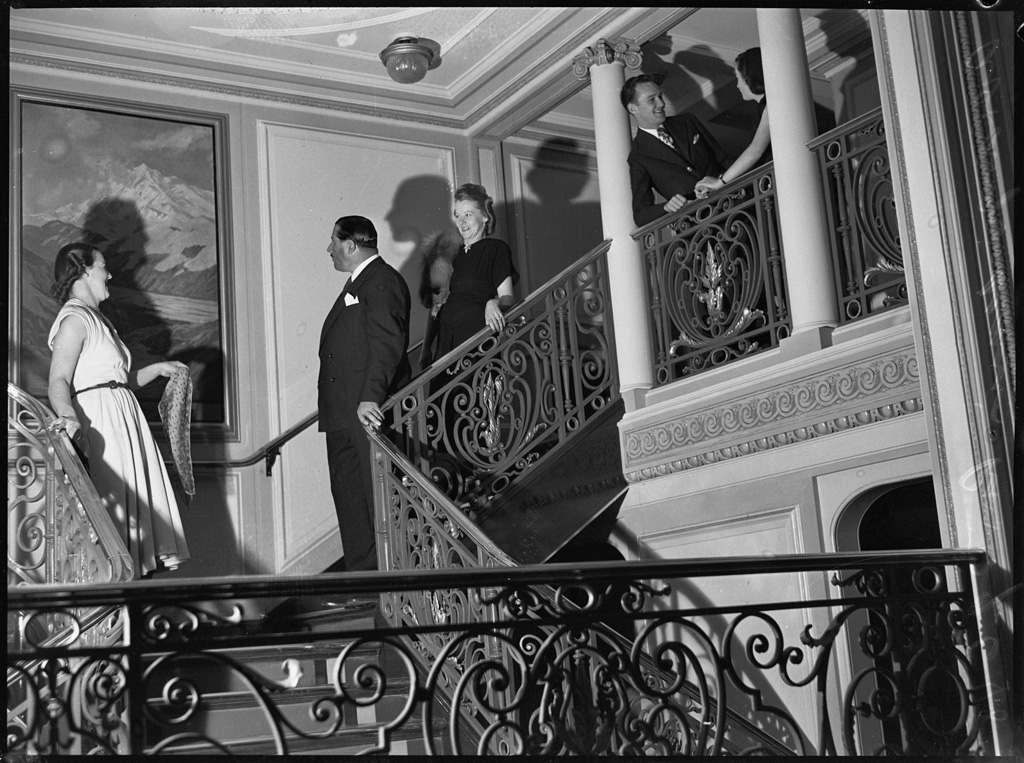
Grand escalier avec la peinture de l'Aoraki à l'arrière plan (1947).
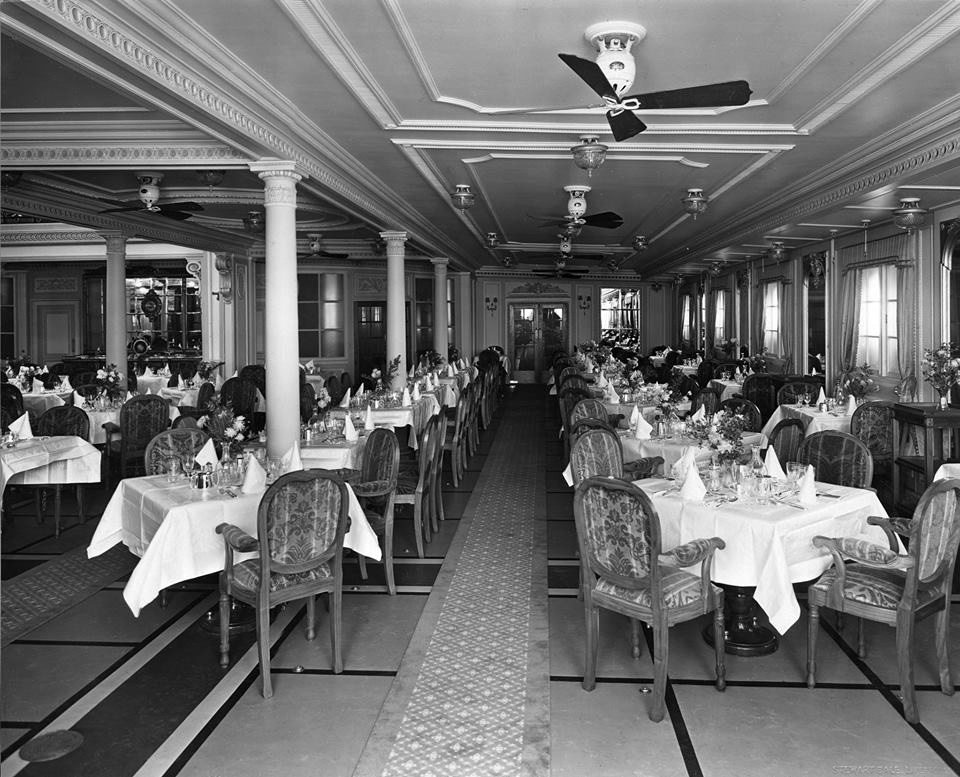
Salle à manger de première classe.
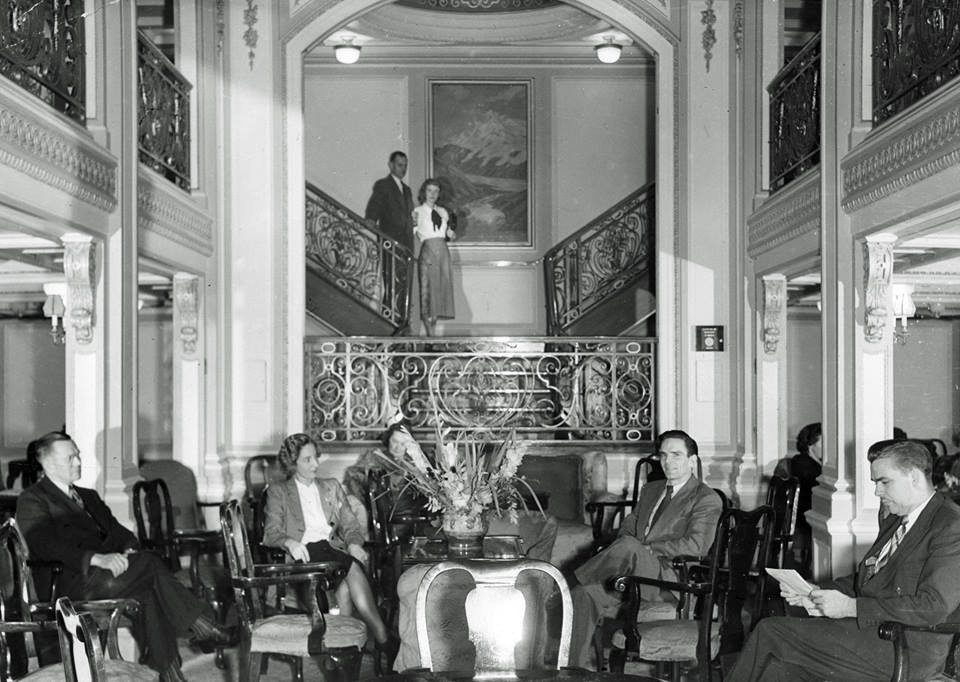
Salon de première classe.
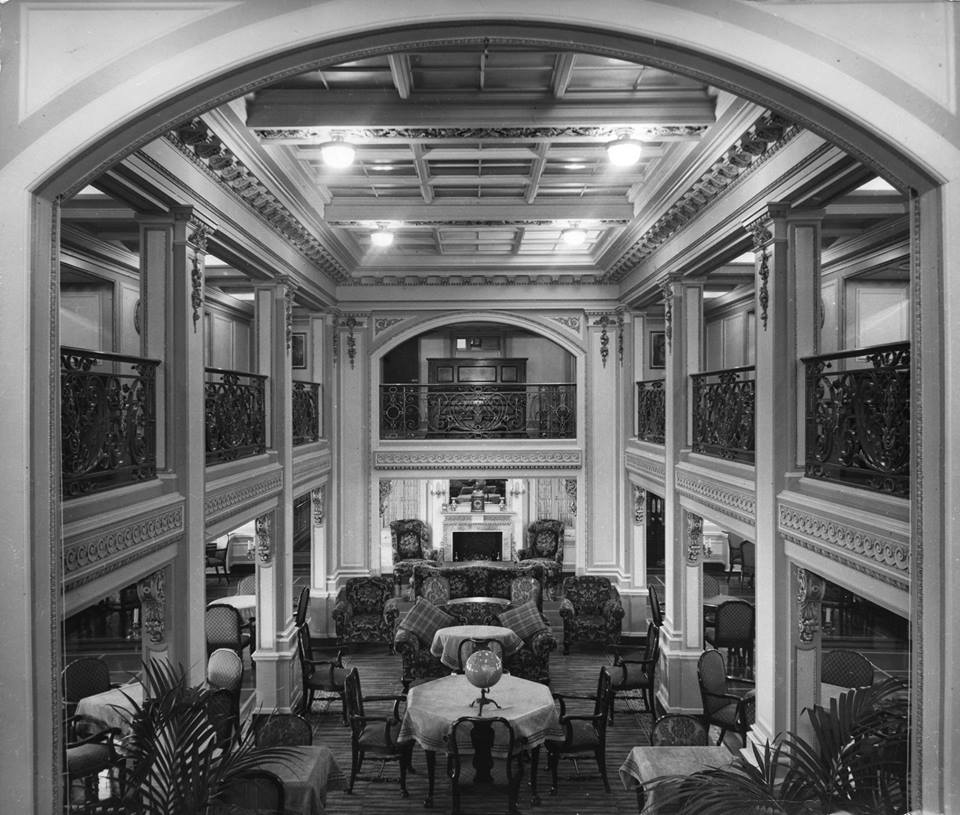
Salon de première classe.

## Service de 1925 à 1939

### Premières traversées

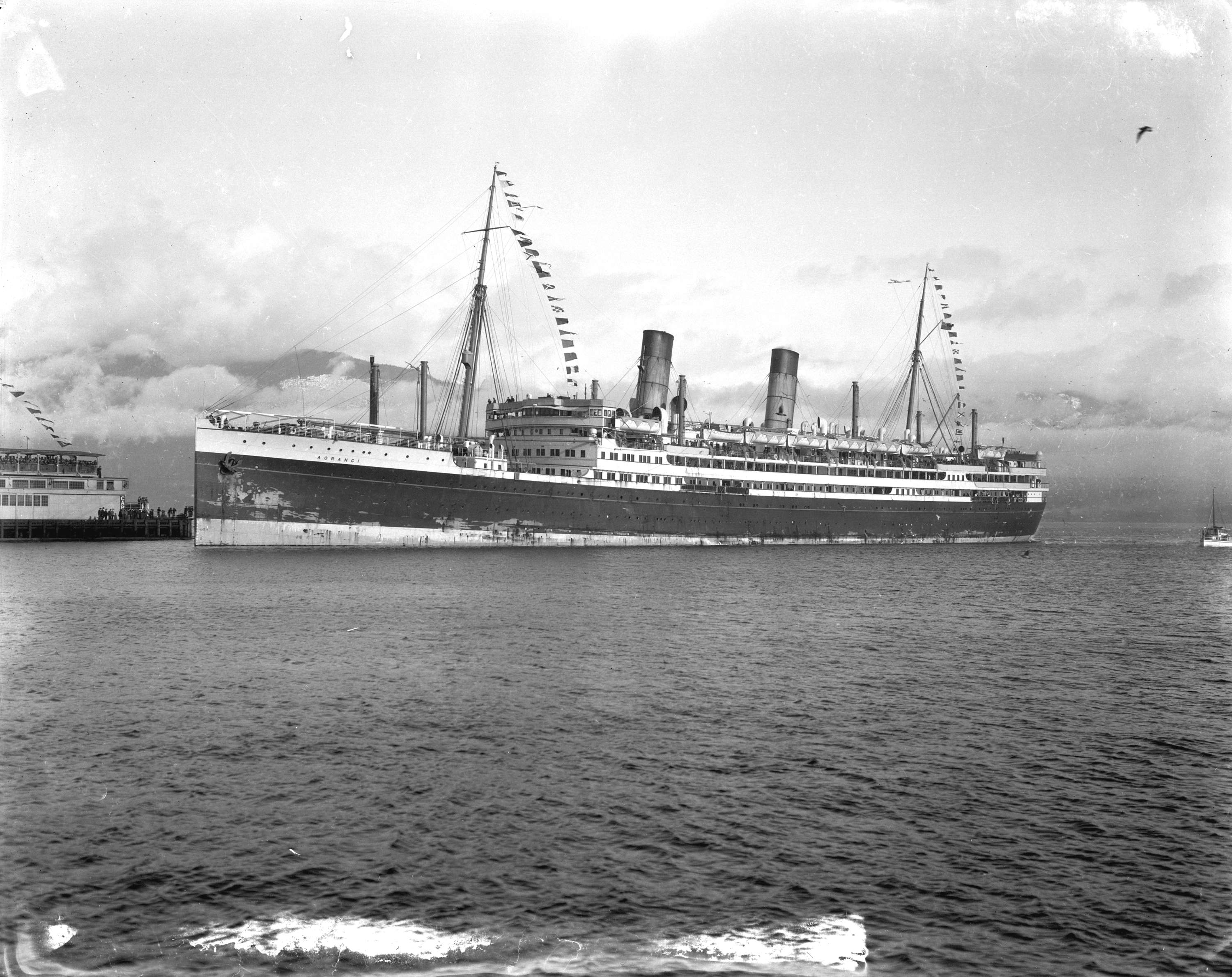
L'Aorangi au large de Vancouver.

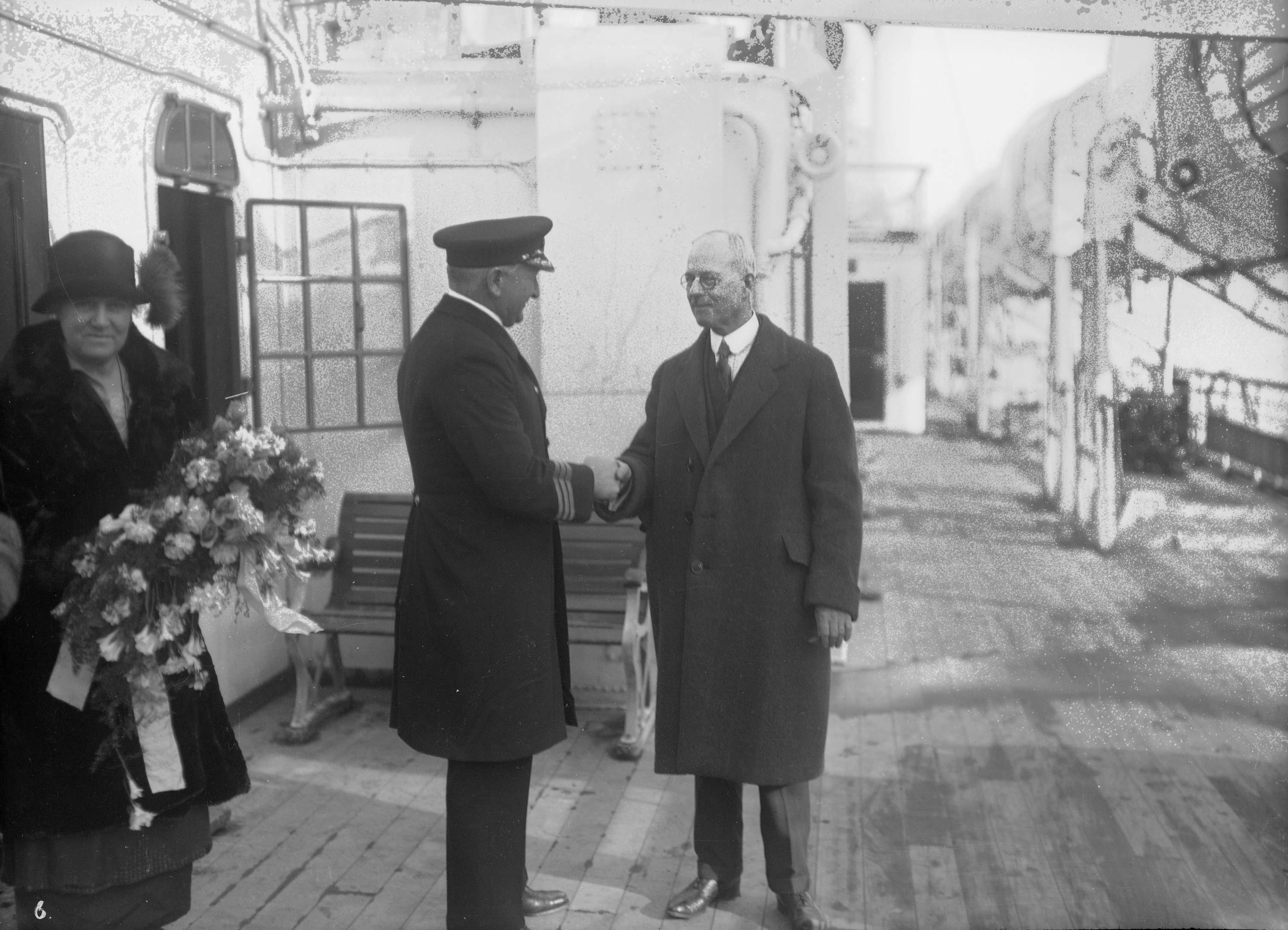
, maire de Vancouver, sur le pont de l'Aorangi après l'arrivée inaugurale du navire le 30 janvier 1925.

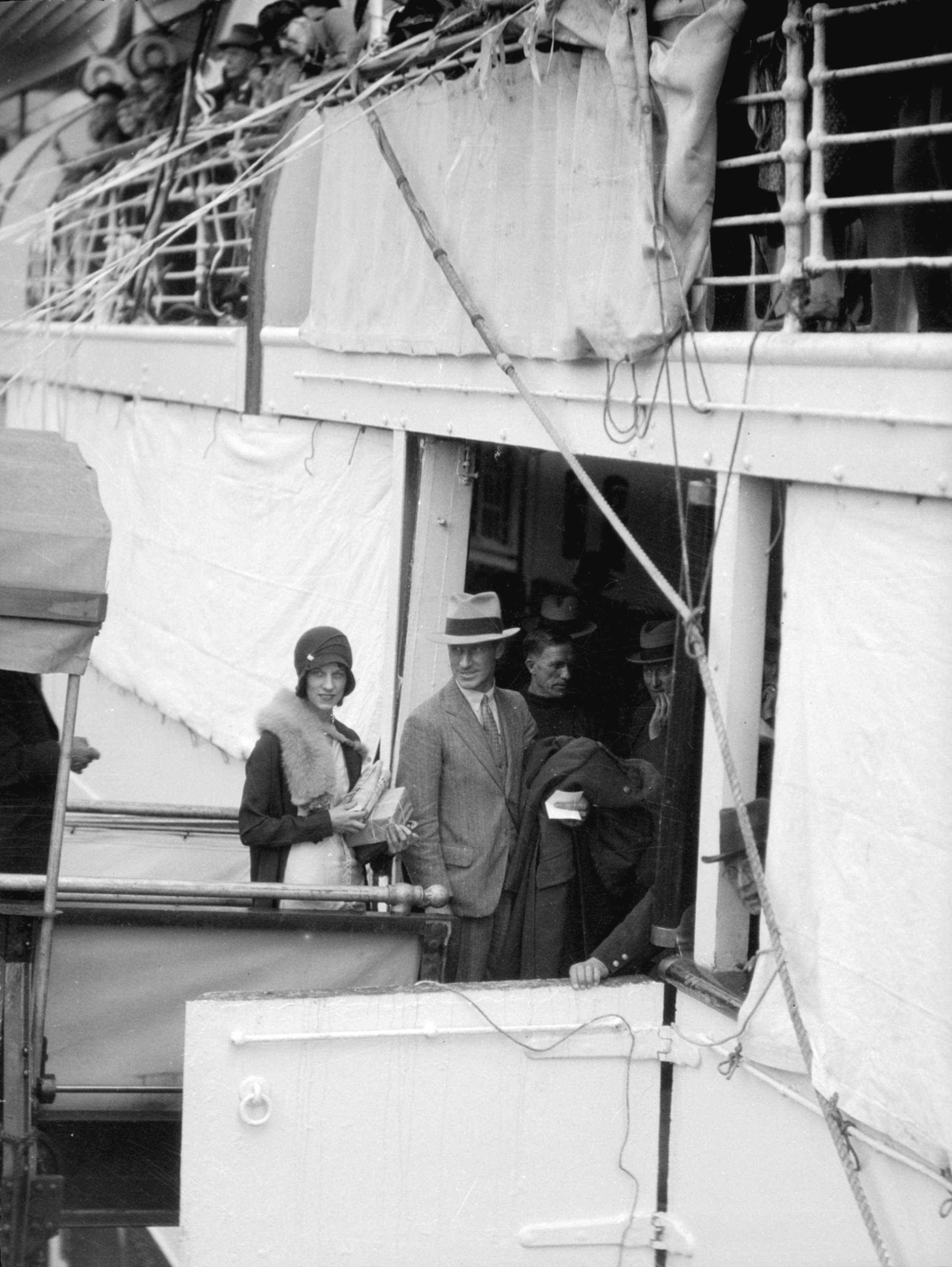
Embarquement à Vancouver de Charles Kingsford-Smith et sa nièce à bord de l'Aorangi en 1929.

Tout comme le Niagara, l'Aorangi est immatriculé au port de Londres. Après de nombreux essais en mer, il navigue de Clyde à Southampton, d'où, le 2 janvier 1925, il commence son voyage inaugural vers Vancouver et non vers l'Australie. Pour cela il traverse donc l'océan Atlantique et met le cap vers la Jamaïque. Il traverse ensuite le canal de Panama, escorté honorifiquement par des avions célébrant le passage du plus gros bateau à moteur à avoir jamais franchi le canal. Après une navigation un peu difficile dans un océan Pacifique agité, il atteint Los Angeles puis arrive à San Francisco le 26 janvier 1925,. Le lendemain, il quitte la ville américaine, direction Vancouver. Il arrive à la ville canadienne le 30 janvier 1925.
Le 6 février, l'Aorangi quitte Vancouver pour Auckland. Il s'agit de sa première traversée de l'océan Pacifique. Le voyage vers Honolulu est marqué par une tempête : le navire arrive avec un jour de retard, certaines cabines ont été inondées et quelques passagers sont blessés légèrement. L'Aorangi reprend néanmoins son voyage vers Suva sans encombre. Il fait escale à Auckland le 24 février 1925,. Après son arrivée le 3 mars 1925 à Sydney, l'Aorangi commence le service régulier entre la ville australienne et Vancouver,.

### Service régulier
Les premières traversées montrent que l'Aorangi est plus rapide que prévu, et il n'est pas rare qu'il arrive en avance sur l'horaire. Ces horaires sont encore dépendants des autres navires de l'Union Company, moins rapides. Sur un trajet Honolulu-Vancouver de 4 400 km, qui doit, selon les horaires, prendre six jours et demi, l'Aorangi arrive sans problème avec 12 heures d'avance.
Étant un des premiers navires à moteur du monde, l'Aorangi souffre de maladies de jeunesse et ses quatre moteurs diesel demandent un entretien important. Néanmoins, l'Aorangi peut naviguer avec seulement trois moteurs fonctionnels, ce qui facilite les éventuelles réparations.
Les premières années de navigation de l'Aorangi se déroulent sans réel problème. Le 23 décembre 1926, il est impliqué dans un accident avec le sous-marin américain R5 (en) lors de son départ de Honolulu mais la collision n'entraine aucun dégât à l'Aorangi, ce qui lui permet de continuer sa route. Le sous-marin est lui gravement endommagé. Fin juin 1929, lors de l'arrivée du navire à Sydney, il est fait état de deux passagers atteints de variole. L'équipage et les passagers sont vaccinés et aucun autre cas n'est déclaré,.
Avec ses traversées régulières, l'Aorangi voit passer de nombreuses personnalités importantes. Charles Kingsford Smith, célèbre pilote australien, effectue avec sa nièce la traversée Vancouver-Sydney en 1929. Fin juin 1930, l'Aorangi prend la mer depuis Sydney vers le Canada. Il transporte à son bord l'équipe australienne pour les jeux de l'Empire britannique de 1930 se déroulant à Hamilton en Ontario,.
En 1934, l'indicatif d'appel GDVB supplante le code à lettres (en) KRVH de l'Aorangi. Toujours en 1934, un gyrocompas est ajouté à son équipement de navigation.
En 1935, le navire transporte plus de 200 professionnels du domaine médical et leur famille qui viennent à Melbourne assister à un congrès de la British Medical Association. Les passagers proviennent principalement du Canada mais aussi d'autres pays de l'Empire britannique.
Entre 1935 et 1937, l'Aorangi et son sister-ship, le Niagara, devant la baisse du nombre de passagers, voient leur nombre de couchettes en première classe réduite. L'Aorangi passe à 248 lits, ce qui représente presque la moitié de l'hébergement initial. Les deuxième et troisième classes sont également concernées mais dans une moindre mesure,,,.

## Concurrence de la Matson Navigation Company

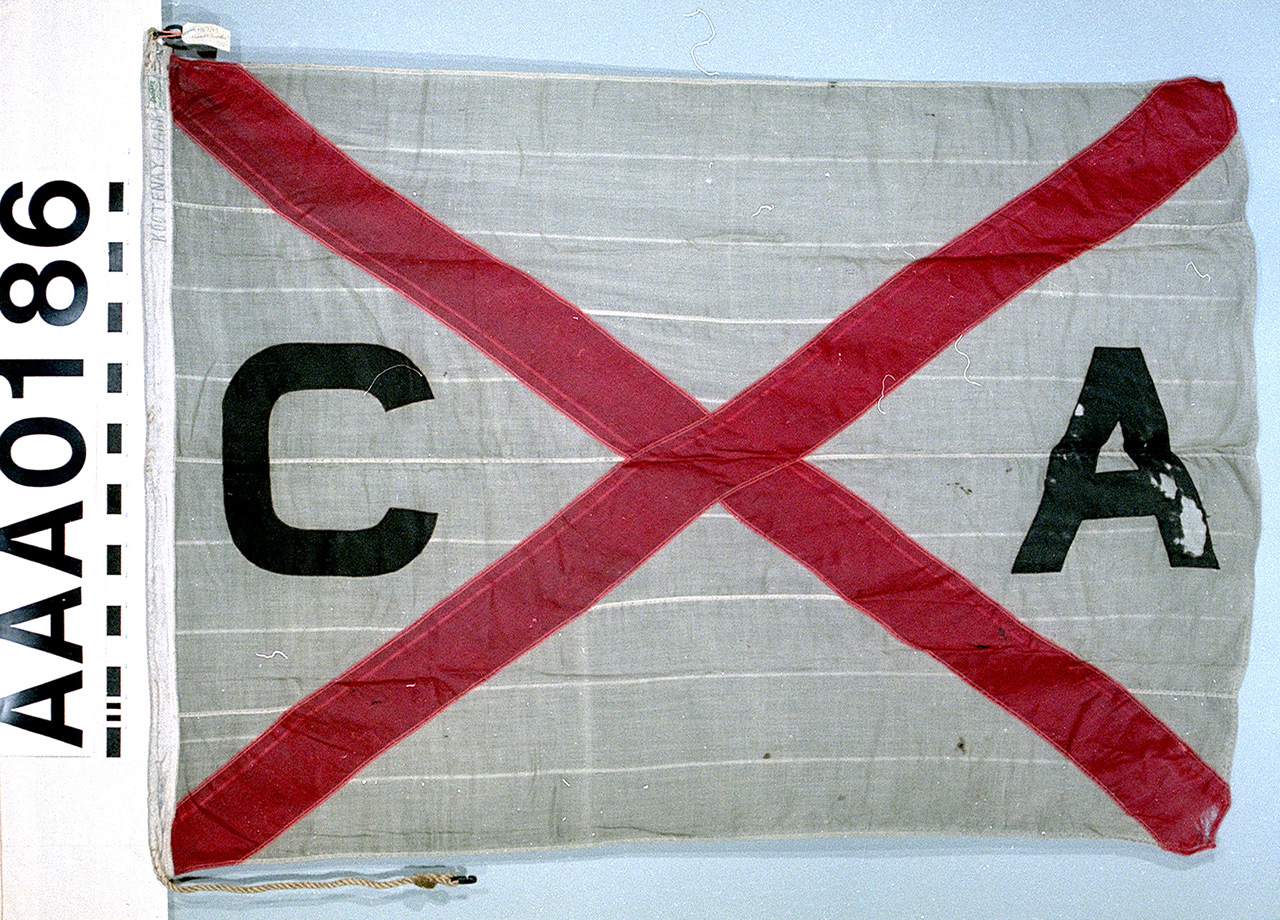
Drapeau de la Canadian Australasian Line.

En 1931, l'Union Company prévoit la concurrence de la compagnie américaine Matson Navigation qui a commandé deux nouveaux paquebots, le Mariposa et le Monterey, pour circuler entre la côte ouest des États-Unis et l'Australie via Hawaï, les Fidji et la Nouvelle-Zélande. Ils seraient alors plus rapides que le Niagara et l'Aorangi ; de plus, le gouvernement fédéral des États-Unis subventionne les navires américains à 10 $US par mille marin pour le transport de courrier, ce qui leur donne un avantage concurrentiel sur les navires de l'Empire britannique. En réponse, l'Union Company et la Canadian Pacific créent une nouvelle filiale en copropriété, la Canadian-Australasian Line, à laquelle l'Union Company transfère le Niagara et l'Aorangi.
En juin 1936, le gouvernement britannique charge un comité maritime impérial d'étudier la navigation marchande dans le Pacifique, y compris les problèmes causés par la concurrence américaine subventionnée. Le président de la Canadian Pacific, Sir Edward Beatty, sollicite l'appui des gouvernements du Royaume-Uni, du Canada, de l'Australie, de la Nouvelle-Zélande et des Fidji pour améliorer le service transpacifique de sa compagnie. Il propose de mettre à l'eau deux nouveaux paquebots de 22 000 tjb et pouvant atteindre 22 nœuds (41 km/h) à un coût de 2,5 millions de livres sterling si les gouvernements subventionnent le service. P&O, qui possède l'Union Company, appuie la proposition. Le Comité maritime impérial admet le problème mais ne propose aucune solution.
En mai et juin 1937, une conférence impériale se penche sur les questions posées par le développement de la concurrence japonaise ainsi que par la concurrence des navires américains subventionnés. Beatty réitère sa proposition de nouveaux paquebots de 22 000 tjb pour remplacer le Niagara et l'Aorangi. Finalement, aucun accord n'est conclu.

## Seconde Guerre mondiale

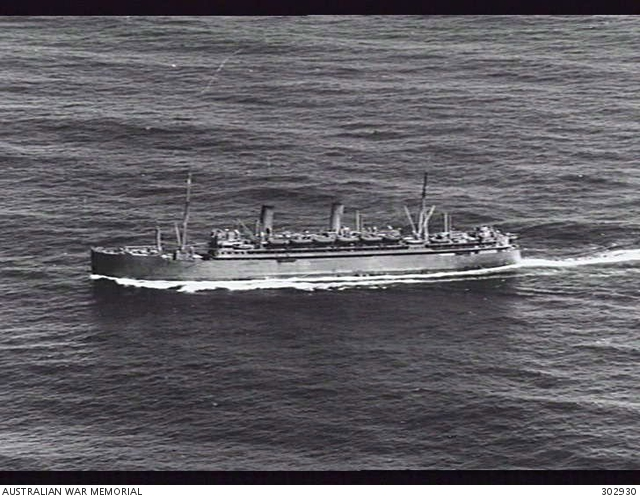
L'Aorangi durant la Seconde Guerre mondiale. De l'armement défensif est visible à la poupe du navire.

Le 1er septembre 1939, la Seconde Guerre mondiale éclate. Comme durant la Première Guerre mondiale, il est décidé de ne pas interrompre les liaisons Vancouver-Auckland-Sydney. Les coques du Niagara et de l'Aorangi sont repeintes en noir, les ponts supérieurs et les cheminées en gris. Le 19 juin 1940, le Niagara heurte une mine allemande au large de la Nouvelle-Zélande et coule sans faire de victime. En août 1940, l'Awatea vient combler l'absence du Niagara et assure la liaison vers le Canada avec l'Aorangi. Devant la menace allemande, les deux navires sont escortés durant leur voyage entre Auckland et Sydney, principalement par la Royal Australian Navy. À la suite du naufrage du Rangitane causé par les croiseurs allemands Orion et Komet, l'escorte est étendue jusqu'à Suva. Plus tard, elle sera étendue à toute la ligne, de Sydney à Vancouver.
En octobre, la Canadian-Australasian Line introduit en raison de la guerre une majoration de 33 % sur les tarifs des passagers. En janvier 1940, ce pourcentage est réduit à 15 % pour encourager les voyages entre l'Australie et la Nouvelle-Zélande.
En plus de transporter des passagers civils, l'Aorangi commence à transporter des troupes militaires. Le 3 octobre 1940, des aviateurs australiens et néo-zélandais en partance pour l'Angleterre pour rejoindre la Royal Air Force embarquent et sont déposés au Canada. Avant cela, le navire fait escale à Suva pour y débarquer des troupes néo-zélandaises chargées de défendre les îles Fidji. L'Aorangi et l'Awatea continuent les transferts durant toute la première moitié de 1941. L'Aorangi amène des troupes à l'île Fanning et continue à transférer des aviateurs, dont notamment Fraser Barron ou James Allen Ward qui deviendront connus pour leurs exploits durant la guerre.
Le 20 mai 1941, l'Aorangi quitte Sydney pour Vancouver. Après son départ de Vancouver, qu'il ne reverra que huit ans plus tard, il est de retour à Sydney le 9 juillet et est réquisitionné le 12 juillet par le ministère britannique des transports de guerre et envoyé, via l'Afrique du Sud, vers l'Angleterre le 5 septembre pour devenir un navire de transport de troupes.
Le 13 novembre 1941, l'Aorangi quitte l'Angleterre avec le convoi WS12ZM pour Durban en Afrique du Sud, et atteint ensuite Singapour le 13 janvier 1942 avec le convoi DM1,. Il y transporte 2 194 troupes de la 53rd Brigade (en), du No. 232 Squadron RAF (en), du 6th Heavy Anti-Aircraft Regiment, Royal Artillery (en), du 35th Light Anti-Aircraft Regiment, Royal Artillery (en) et du 85th Anti-Tank Regiment, Royal Artillery (en), qui seront affectées à la défense de la ville. Le navire évacue les civils vers Fremantle en Australie. Il quitte ensuite le théâtre d'opération du Pacifique pour retourner en Angleterre. À partir de 1943, il transporte des troupes américaines vers l'Angleterre.
Durant la première moitié de 1944, et en préparation de l'invasion alliée de la Normandie, l'Aorangi est converti en tender. Il est utilisé comme dépôt pour 150 remorqueurs et est capable de fournir du matériel divers, comme des pièces mécaniques ou des moteurs, aux différents remorqueurs. De plus, son hôpital permet de soigner les marins. Dès le Jour J et jusqu'à la fin juillet, l'Aorangi ravitaille plus de 1 200 navires et son hôpital soigne des centaines de blessés directement évacués des plages normandes. De fin 1944 à mars 1945, il subit des travaux afin d'être en mesure de ravitailler des sous-marins. Il est ensuite envoyé vers Trinquemalay à Ceylan mais la guerre est déjà terminée sur place. On l'envoie donc vers Fremantle et puis Sydney. Il est ensuite envoyé à Hong-Kong pour appuyer la future invasion du Japon par les britanniques. Lorsqu'il y arrive en août 1945, le conflit touche à sa fin. Il reste donc à Hong-Kong comme navire d'hébergement pour les soldats libérés du front, dans l'attente de rentrer chez eux.
En mai 1946, le ministère rend l'Aorangi à ses propriétaires,. Il quitte donc Hong-Kong pour rejoindre Sydney. On estime que l'Aorangi a transporté 36 000 soldats et évacué 5 500 réfugiés durant ces années de guerre.

## Service après la guerre

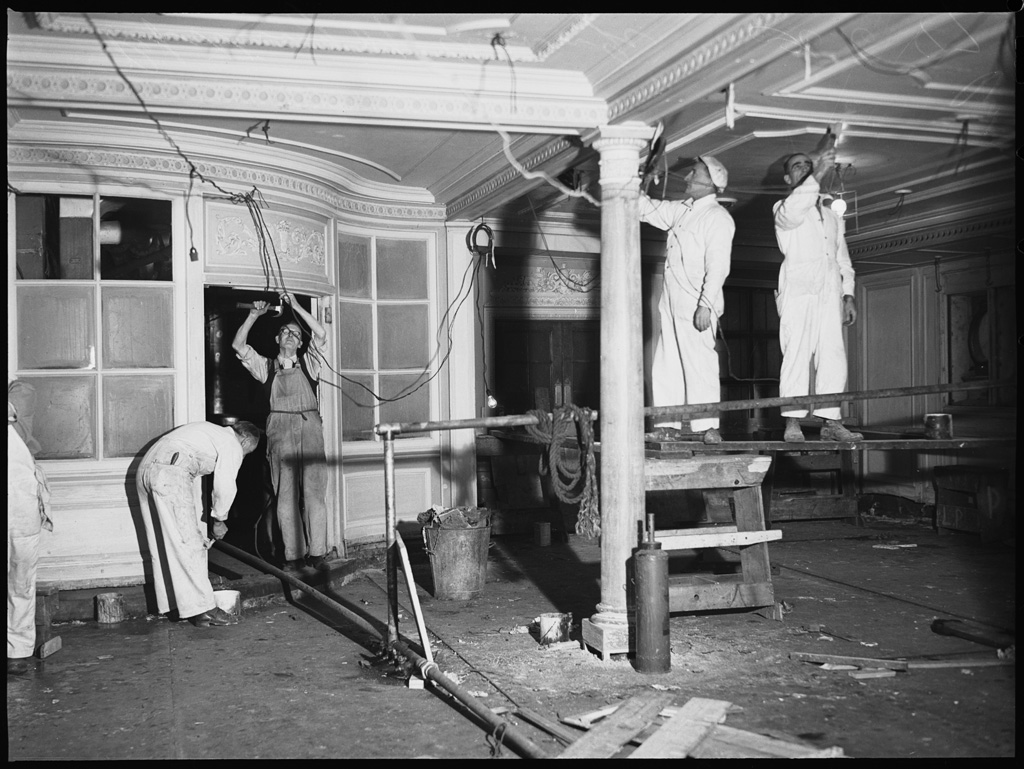
Travaux de réaménagement de lAorangi après la guerre.

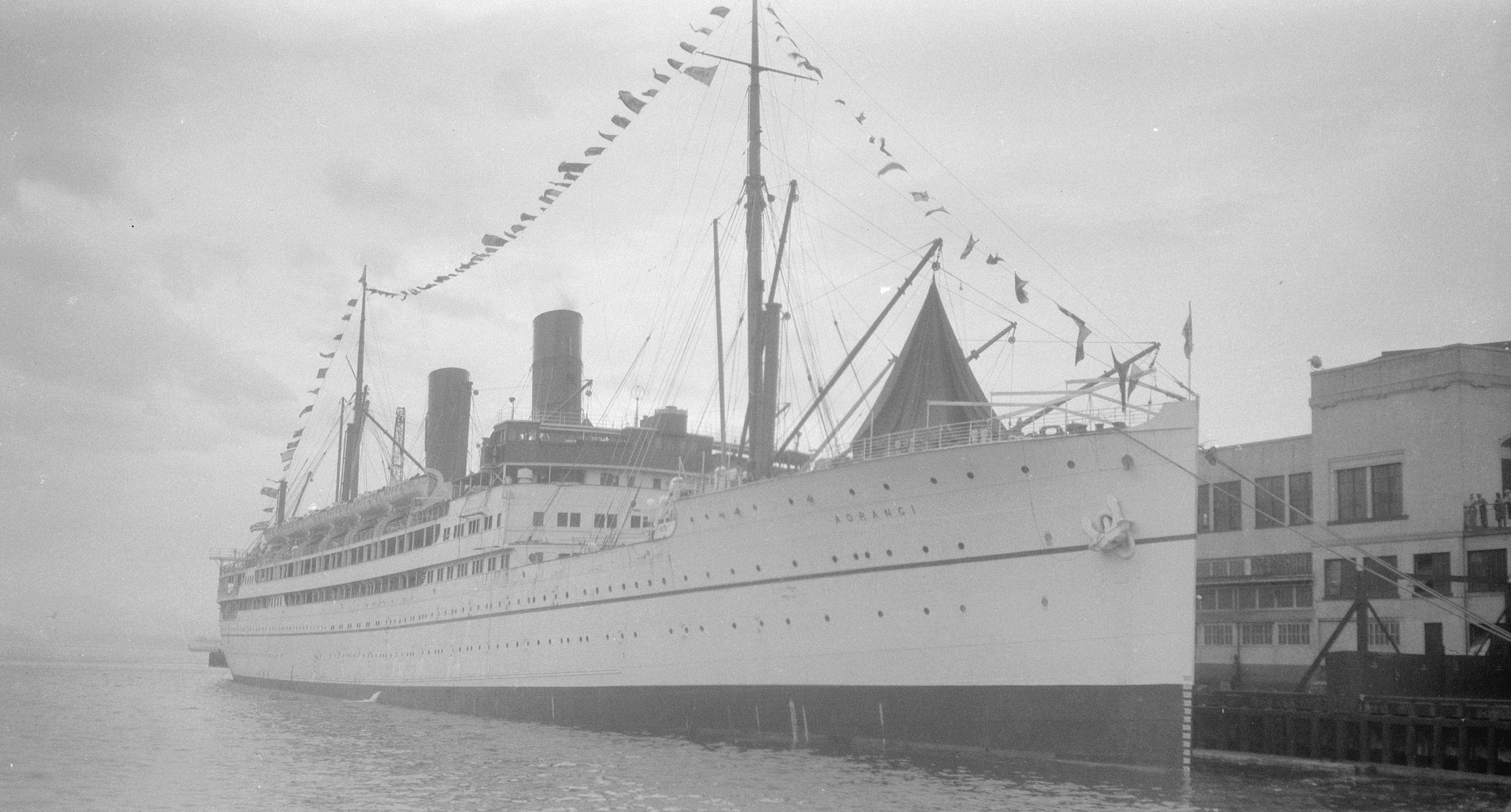
L'Aorangi à Vancouver en 1948 avec sa nouvelle livrée blanche.

Avec les naufrages du Niagara en 1940 et de l'Awatea durant la guerre, coulé le 11 novembre 1942 par l'aviation allemande au large de Gibraltar, l'Aorangi est le seul navire de la Canadian-Australasian Line à reprendre du service vers Vancouver. Les années de guerre l'ont toutefois bien modifié et un réaménagement est plus que nécessaire pour qu'il retrouve son luxe d'avant guerre. Son port d'enregistrement passe de Londres à Wellington.
L'Aorangi est donc envoyé de Sydney au Mort's Dock (en) pour être réaménagé. Les travaux durent plus longtemps que prévu et ne se terminent qu'en 1948. Ils coûtent 1 million de livres. La partie logement consacrée aux passagers est réduite pour créer de meilleurs quartiers pour l'équipage. En août 1948, il est remis en service avec des couchettes pour 212 passagers de première classe, 170 de seconde classe et 104 passagers de troisième classe,. Sa coque est repeinte en blanc, avec une ligne de flottaison verte et un liseré vert,. Le 19 août 1948, l'Aorangi quitte Sydney vers Vancouver. Le blanc posant trop de soucis d'entretien, la coque est finalement repeinte en vert.
La Matson Navigation Company n'a pas repris son service transpacifique après la guerre. L'Aorangi est donc le seul navire à proposer des trajets entre la Nouvelle-Zélande, l'Australie et le Canada. En revanche, la Pacific Shipowners Limited, basée aux Fidji, propose avec le Lakemba un service régulier entre Sydney et Vancouver. Malgré le manque de concurrence et bien que le nombre de passagers ne soit pas particulièrement faible,, l'Aorangi accuse désormais des pertes à chaque voyage en raison d'une pénurie de marchandises.
En 1950, la Canadian-Australasian Line demande une subvention aux gouvernements australien, néo-zélandais et canadien pour maintenir le service,. Aucun gouvernement ne répondant à la demande, la société décide en 1951 de désarmer l'Aorangi. Les gouvernements accordent finalement une subvention de 250 000 $ pour un an, le Canada en payant les deux tiers,.
À partir d'avril 1951, l'Aorangi reprend du service. Des grèves et autres petits incidents (panne moteur, choc avec un quai à Victoria) viennent troubler ses dernières années. Les gouvernements le subventionnent toutefois pour une deuxième année. Cependant, il atteint finalement sa fin de vie en termes de navigabilité, et à moins d'engager d'importants frais, il n'est pas en mesure de passer son inspection d'août 1953. Il est donc retiré du service en 1953,. Il est pourtant un temps envisagé de l'envoyer effectuer quelques voyages transatlantiques. En effet, l'Empress of Canada a brûlé dans le port de Liverpool alors qu'il était entièrement réservé par des Canadiens pour assister en Angleterre à la cérémonie du couronnement d'Élisabeth II. Finalement, il n'en est rien et l'Aorangi est bien retiré du service.
L'Aorangi termine son dernier voyage transpacifique lorsqu'il atteint Sydney le 8 juin 1953. Il y est dépouillé de tout mobilier et part le 18 juin pour l'Écosse,, où il arrive le 25 juillet. Il est démantelé par la British Iron & Steel Corporation ou par W. H. Arnott Young & Co. Ltd,, selon les sources, aux chantiers navals de Dalmuir sur le fleuve Clyde,.